# گرمای بدن
گرمای بدن (Body Heat) عنوان یک فیلم ۱۹۸۱ نئو-نوار (سیاه نو) است به کارگردانی و نوشته لارنس کاسدان، کارگردان آمریکایی.

## موضوع فیلم
«ند راسین» (ویلیام هرت)، وکیل فلوریدایی درگیر رابطهٔ پرشوری با «متی واکر» (کاتلین ترنر)، همسر تاجر ثروتمند و مشکوکی به نام «ادموند و اکر» (ریچارد کرنا) می‌شود و آن دو به اتفاق نقشهٔ قتل او رامی کشند.

## چشمه (منبع)
1. ↑  English Wikipedia (به انگلیسی) {{citation}}: External link in |عنوان= (help) Retrieved on 29-04-2009.